# Apionsoma claviformis
Apionsoma claviformis är en stjärnmaskart som beskrevs av Popkov 1993. Apionsoma claviformis ingår i släktet Apionsoma och familjen Phascolosomatidae. Inga underarter finns listade i Catalogue of Life.